# У-Цзин
«У-Цзин» (кит. трад. 五經, упр. 五经, пиньинь Wǔjīng, буквально: «Пять классических произведений, пятикнижие, пять основ») — общее название для следующих пяти конфуцианских книг:
- «И-цзин»（кит. трад. 易經, упр. 易经, пиньинь Yì Jīng, буквально: «Канон перемен»)
- «Ши-цзин»（кит. трад. 詩經, упр. 诗经, пиньинь Shī Jīng, буквально: «Канон стихов»)
- «Шу-цзин»（кит. трад. 書經, упр. 书经, пиньинь Shū jīng, буквально: «Книга документов [о классической истории]»)
- «Ли-цзи»（кит. трад. 禮記, упр. 礼记, пиньинь Lǐjì, буквально: «Книга церемоний»)
- «Чунь-цю»（кит. упр. 春秋, пиньинь Chūnqiū, буквально: «Вёсны и осени»; летопись)

«У-Цзин» является древнейшим китайским литературным памятником и содержит весьма ценные сведения по древней истории китайского народа. Учёные, восстанавливавшие древние книги (в основном составленные в VI—V вв. до н. э.) при династии Хань после сожжения их Цинь Шихуанди, стремились приспособить их к политическому строю своей эпохи и поэтому прибегали либо к окружению древнего текста соответствующим комментарием, либо к интерполяциям (то есть к заполнению пробелов информацией по собственному усмотрению) и даже к прямой фальсификации текста. «У-Цзин» дошла до современности в столь ненадёжной ханьской редакции, что требует ещё большой филологической работы для отделения древнего текста от позднейших наслоений.
Наряду с «Сы шу» (Четверокнижием), «У Цзин» является основой традиционного китайского образования, образуя свод текстов, сопоставимый по своей значимости для китайской цивилизации с Библией.

## Кратко о содержании

### И-цзин
«Книга Перемен» — особая система гадания, дополненная впоследствии комментариями в виде так называемых «10 крыльев» (см. также 10 крыльев), дающих космогоническую систему древних китайцев. В основу положено восемь триграмм (багуа), состоящих из прямых и прерывистых линий, расположенных одна над другой в три ряда; изобретение этих триграмм приписывается мифическому императору Фу Си (ок. 3 000 до н. э.). В триграмме цельная линия представляет собою ян, положительное, активное, а раздвоенная, инь — отрицательное, пассивное начало или силу природы; различные же диаграммы являются символами взаимодействия этих двух сил. В комментариях на диаграммы излагается конфуцианский взгляд на отношение человека к природе, развиваемый на основе чисто естественной зависимости человека от природных законов; но в некоторых комментариях сохраняются следы даосского мистицизма. Диаграммы «И-цзина» имели также астрологическое значение, соотносились со временами года и служили для массы китайского народа средством отгадывать будущее. Поэтому «И-цзин» не была уничтожена при сожжении книг императором Цинь Ши-хуанди (ок. 220 г. до н. э.); её приписывали себе как конфуцианцы, так и даосы.

### Ши-цзин
«Ши-Цзин» — «Книга песен», избранных Конфуцием в количестве 311 из 3000; состоит из четырёх частей: го-фын — нравы государства; сяо-я — малые оды; да-я — большие оды; сун — гимны. «Ши-цзин» была уничтожена при Цин Ши-хуанди и вновь восстановлена на основе главным образом устных преданий; она легла в основу всей китайской литературы и образованности.

### Шу-цзин
Шу-цзин（«Книга записанных преданий») — эпическое произведение, излагающее ритмической прозой легенды об образовании китайского народа и о древней его истории. Содержит документы по древнейшей истории Китая (с 2357 по 627 годы до н. э.); её редакция приписывается Конфуцию, который привёл в порядок дошедшие до него документы. Книга переполнена рассуждениями на тему об идеальной системе управления государством и потому весьма ценилась китайцами. Есть указание на всемирный потоп, происшедший будто бы при императоре Яо (2293 год до н. э.).

### Ли-цзи
Ли-цзи («Записки о совершенном порядке вещей, правления и обрядов») — «Книга церемоний» регламентирующие общественные отношения, религиозные обряды и т. п. и заключающие в себе сведения об идеальной, с конфуцианской точки зрения, системе правления древних царей, о древнем календаре и т. д. Составлена после смерти Конфуция на основании обрядника династии Чжоу и других мелких сочинений об обрядах, музыке и пр.

### Чунь-цю
Чунь-цю（«Весна и осень»）— летопись княжества Лу с 722 по 481 г. до н. э., написанная, по преданию, самим Конфуцием, хотя последние записи в этой летописи трактуют и о событиях, имевших место после его смерти. В первоначальном виде не сохранилась, была дополнена одним из учеников Конфуция. Чунь-Цю представляет собой фиксацию погодичных событий и не содержит каких-либо оценок.

## Термин и предыстория
Как утверждает Michael Nylan (англ. Classics without canonization, learning and authority in Qin and Han), в известной литературе термин у-цзин впервые регулярно употребляется Ян Сюном (53 до н. э. — 18 н. э.) в трактате «Фа янь». При этом нет оснований утверждать, что у-цзин выступает в каноническом статусе: напротив, Ян Сюн оказывается вынужден к полемике в защиту классического знания — против тех, кто считают это знание устаревшим.
В ранних источниках заметна неуверенность относительно состава «У-цзин»: напр. Бань Гу (白虎通德論:《五經》) фиксирует перечисление пяти классиков как подобие учебных дисциплин («музыка, литература, ритуал, гадание, поэзия» 《樂》、《書》、《禮》、《易》、《詩》); там же, при перечислении соответствующих трактатов, уже называются «Шаншу» и «Чуньцю». Истолкование текста затрудняется неполной аналогией: логично, что шу 《書》 подразумевает только «Шаншу», а не литературный свод в целом и не каллиграфию; ши 《詩》 — исключительно канонизированные песни «Ши цзина»; и 《易》 — «Книгу Перемен», а ли 《禮》 — некий свод ритуальных текстов, вероятно вошедший в «Ли цзи». Допустимо также, что юэ 《樂》 подразумевало именно письменный канон, а не практический, и этот канон был утерян (а не внесен в «Ли цзи» как отдельная глава, ныне известная). Однако очевидно, что «Чуньцю» не представляет ни одно из называнных направлений первой пятёрки.
Понятие у-цзин упоминается параллельно с «шестью искусствами» лю-и 六藝, которое исторически предшествует понятию литературного канона. Из шести искусств (禮、樂、射、御、書、數) три (ритуал, музыка и литература/грамотность) дублируют соответствующие единицы у-цзин. Остальные же представляют собой специфические реалии доханьского периода: «управление колесницей» юй 御 оказалось невостребовано уже в эпоху Воюющих Царств (475—221 до н. э.); «стрельба из лука» шэ могла оставаться аристократической забавой, но не составляла необходимости после того как роль правителя свелась к подбору персонала и определению боевых стратегий; «счёт» шу стал уделом торговцев, считавшихся низшим классом.
Помимо сочетания «5 канонов и 6 искусств» встречается также выражение «5 канонов и 6 комментариев (вэй 緯)» или «6 примечаний (цзи 紀)». О соотношении «канон/комментарий» см. Китайские классические тексты

## Последующая история
В III в. н. э. по распоряжению Цао Пи осуществляется сбор всех комментариев на «У-цзин». Компиляция получила название Хуан лань zh:皇覽 (ныне утеряна). Ван Инлин zh:王應麟 (XIII в.) назвал её первой энциклопедией Китая.
Поскольку «У-цзин» как литературный канон оказался слишком громоздким и сложным для понимания, усилиями Чжу Си (1130—1200, Ю.Сун) был создан более простой канонический свод, Четверокнижие (кит. трад. 四書, упр. 四书, пиньинь Sì Shū, палл. Сы шу). Принятое в качестве образовательной ортодоксии в эпоху династии Мин, оно стало использоваться в сочетании с «У-цзин» и получило название «Четверокнижие и пятикнижие» (кит. трад. 四書五經, упр. 四书五经, пиньинь Sì Shū Wǔjīng, палл. Сы шу У-Цзин) подобно тому, как «У-цзин» использовался в сочетании с «шестью искусствами» (кит. трад. 五經六藝, упр. 五经六艺, пиньинь Wǔjīng liùyì, палл. У-Цзин лю и). Таким образом каноническая система огрублённо уподобилась разделению на «среднее» (Четверокнижие) и «высшее» образование (Пятикнижие). О сложности этого процесса см. Тринадцатикнижие и Китайская экзаменационная система.